# Маргоб (Кахрамонський джамоат)
Марго́б (тадж. Марғоб) — село у складі Хатлонської області Таджикистану. Входить до складу Кахрамонського джамоату району імені Мір Саїда Алії Хамадоні.
Село розташоване на річці Карасу.
Назва означає лучна вода.
Населення — 1028 осіб (2010; 995 в 2009, 615 в 1981).
Національний склад станом на 1981 рік — узбеки.